# Маасейк
 Тази статия е за града в Белгия.  За окръга вижте Маасейк (окръг).  
Маасейк (на нидерландски: Maaseik) е град в Северна Белгия, административен център на окръг Маасейк, провинция Лимбург. Разположен е на левия бряг на река Маас, която в този участък служи за граница с Холандия. Населението му е около 24 000 души (2006).
Историята на Маасейк започва около 700, когато на няколко километра североизточно от центъра на съвременния град е основан манастирът Алденейк. Около него се образува малко селище, което е силно засегнато от нашествията на викингите през 9 век. Около 950 император Отон I предава манастира на Лиежкото епископство, което поверява управлението му на местен съвет на канониците.
Селището, разположено на мястото на днешния Маасейк, се появява по-късно и става отделна енория през 1244. Графовете на Лон изграждат укрепления, които са разрушени през 1467 от бургундския херцог Шарл, потушил бунт на гражданите срещу лиежкия епископ. Градските стени са възстановени през 16 век и са усилени по-късно от френския военачалник Себастиан дьо Вобан. След оттеглянето на французите през 1675 и големия пожар през 1684 укрепленията постепенно се разрушават.

## Други
- В църквата „Света Екатерина“ се намира „Codex Eyckensis“, най-старото евангелие в Бенелюкс, датирано към 7-8 век
- В Маасейк е роден художникът Ян ван Ейк (1395-1441)